# Maugein
Maugein est une entreprise française de fabrication d'accordéons fondée en 1919 à Tulle par les frères Jean, Antoine et Robert Maugein. L'entreprise fabrique de façon artisanale des accordéons diatoniques et chromatiques.
Elle a depuis 2009 le label Entreprise du patrimoine vivant. Elle est aussi labellisée Facteurs et Luthiers de France, Origine Corrèze. Elle est placée en liquidation judiciaire le 27 septembre 2024. Un projet de reprise, porté par un ancien salarié, est validé par le Tribunal de commerce en Décembre 2024. L'atelier reprend vie, et les portes réouvrent en Mars 2025.

## Historique

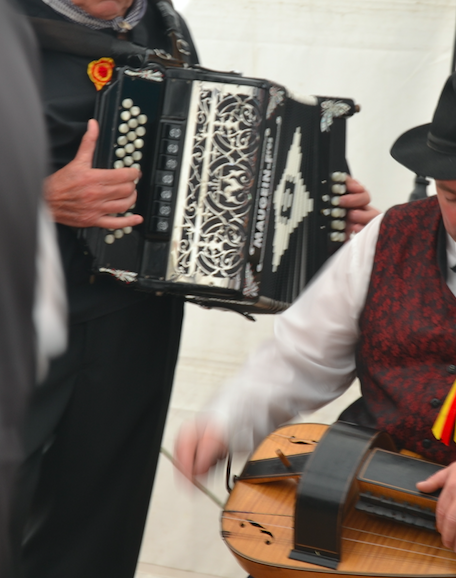
Accordéon Maugein et vielle à roue, en 2017.

L'entreprise est fondée en 1919 par Jean Maugein, accordeur de piano, jusqu'alors ouvrier d'une usine concurrente, Dedenis, établie à Brive-la-Gaillarde. Rejoint par ses frères Antoine et Robert, Jean Maugein transforme son atelier en une société « Maugein Frères », qui s'installe dans de spacieux locaux dès 1924.
Une nouvelle usine est construite entre 1937 et 1939, rue d'Arsonval, époque à laquelle l'entreprise emploie 150 ouvriers. L'activité est mise à mal par la guerre, mais reprend à la Libération, en dépit de l'accroissement de la concurrence internationale, puis du déclin de l'accordéon dans la mode musicale. Un changement de génération s'opère, avec la relève de Georges, fils d'Antoine Maugein, qui se maintient à la tête de l'entreprise jusqu'à sa mort en 1977.
L'entreprise fournit des instruments haut de gamme à des groupes et artistes célèbres tels que Indochine, Renaud ou Bourvil, et également Blankass, Les Primitifs du futur, André Verchuren, Jo Sony et Jean Ségurel[réf. souhaitée].
En 2012, le dirigeant, René Lachèze, arrière-petit-neveu de l'un des fondateurs, souhaitant se retirer, il est envisagé que l'entreprise soit reprise par les salariés, qui contrôleraient alors 40 % du capital d'une société coopérative d'intérêt collectif.
Le vendredi 6 décembre 2013, Maugein est placée en redressement judiciaire par le tribunal de commerce de Brive, avec poursuite de l’activité. Avec le redressement judiciaire, une période de six mois s’ouvre, pendant laquelle une offre de reprise peut être déposée.
Grâce au soutien financier d'une douzaine d'actionnaires dont le footballeur natif de Tulle Laurent Koscielny, l'entreprise est reprise le 14 février 2014 par une nouvelle équipe à la barre du tribunal. 11 emplois sur les 17 sont conservés.

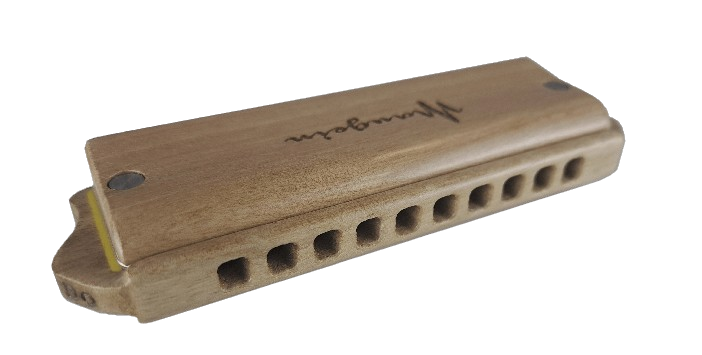
L'harmonica Diatonique « le Maujo ».

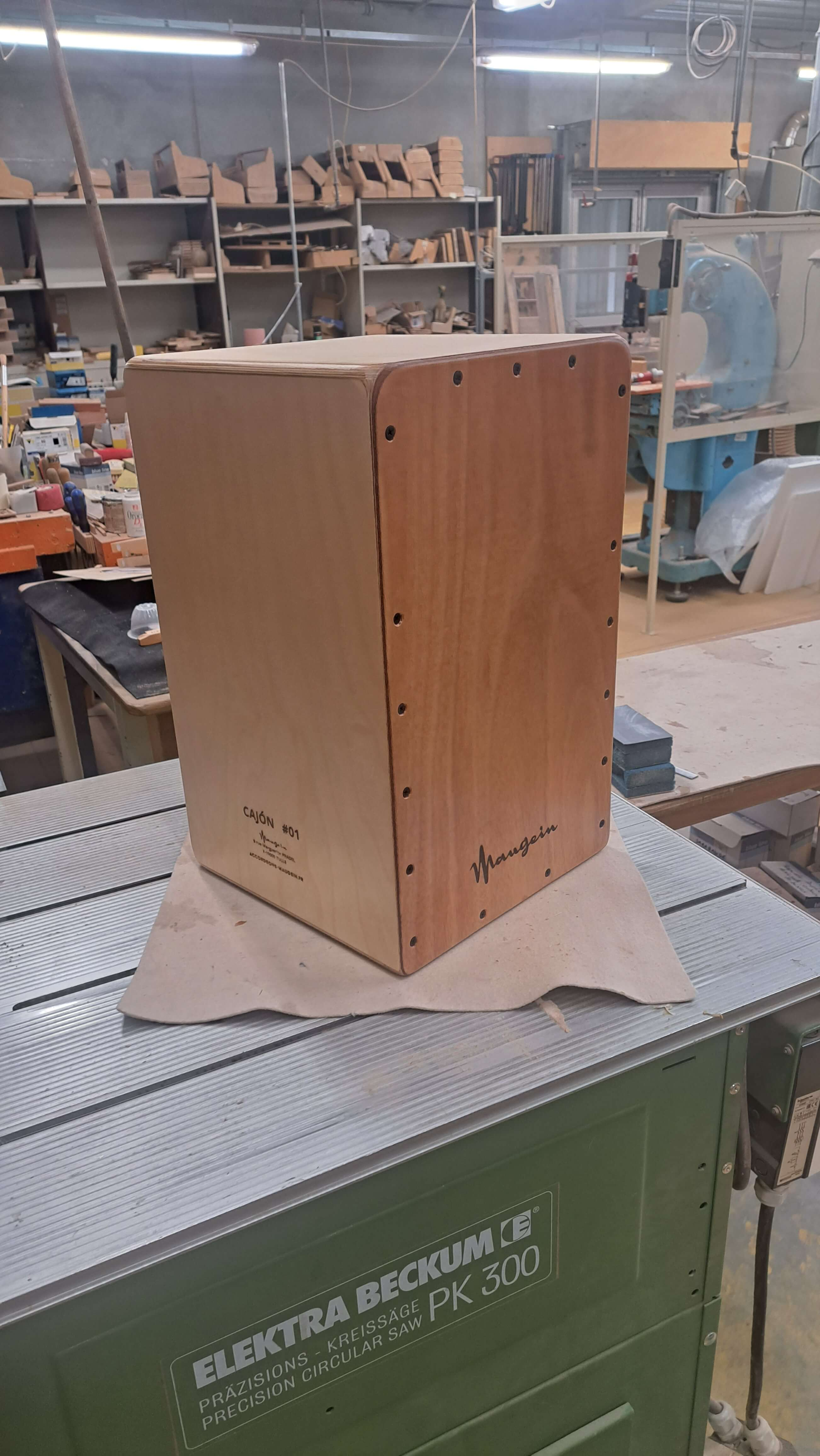
Le Cajón.

Depuis octobre 2022, elle fabrique et commercialise un tout nouvel harmonique diatonique à 10 trous, le Maujo. Ses lames, portes lames et vis sont en Inox alors que son peigne et ses capots sont en bois de noyer de la région.
Depuis novembre 2023, elle fabrique un Cajón, cet instrument originaire du Pérou complète la gamme des instruments de musique de cette manufacture Maugein. 
Fragilisée par la concurrence chinoise et les contrecoups de la crise sanitaire du Covid, l'entreprise est placée en liquidation en septembre 2024. Elle employait alors 10 salariés. En janvier 2025, le tribunal de commerce de Brive valide un projet de reprise porté par un ancien salarié. Les Accordéons MAUGEIN sont repartis ; Spécialistes de l’accordéon sur mesure depuis plus de 100 ans, ses artisans fabriquent chaque jour des instruments pour les musiciens professionnels et amateurs, exigeants et passionnés !

## Valorisation
Le patrimoine de l'accordéon est valorisé à partir du mois d'avril 2024 par l'ouverture de la Cité de l'accordéon et des patrimoines de Tulle, qui met en lumière trois patrimoines de la ville, comprenant outre l'accordéon, la fabrication d'armes et la dentelle.

## Production

### Les diatoniques

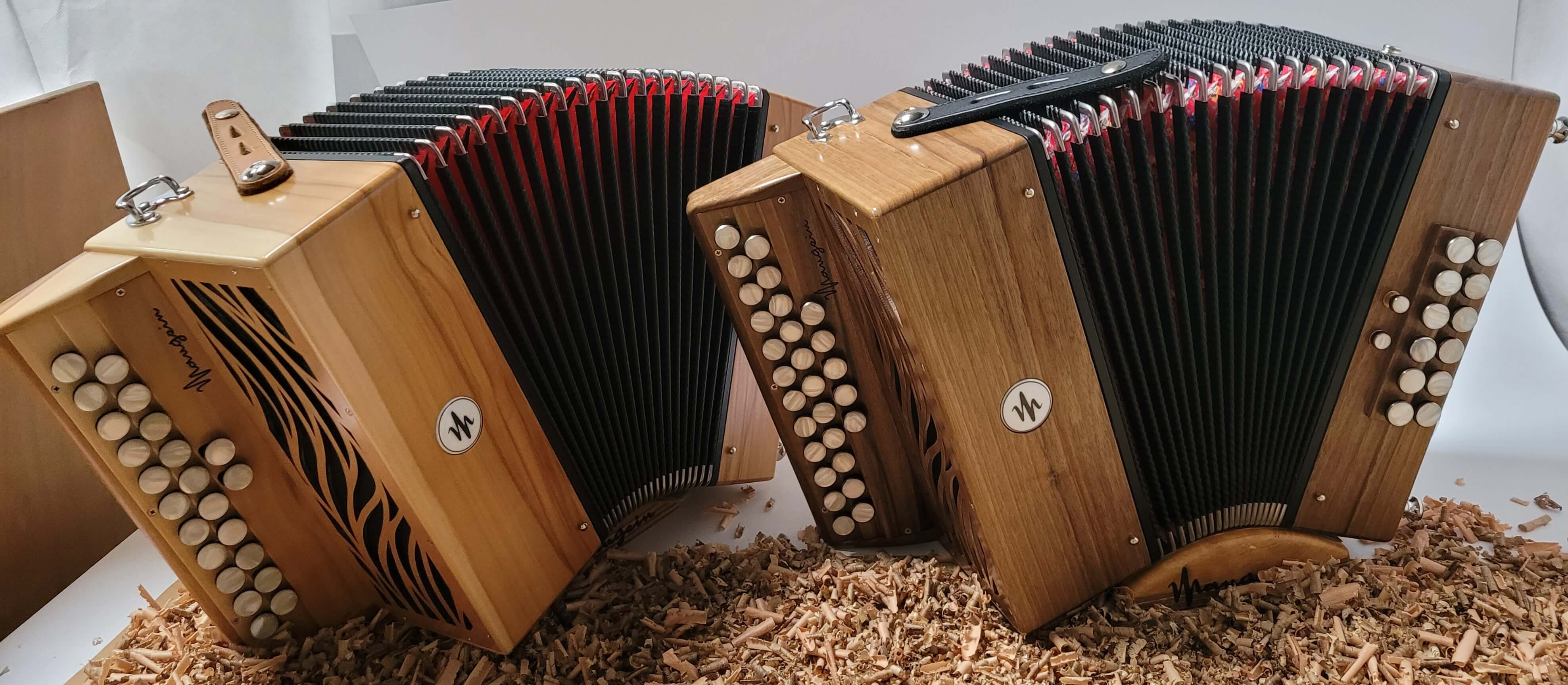
Accordéons diatoniques.

La Manufacture Maugein fabrique tout types de diatonique à la demande (à la commande) ou choisi en stock. Avec peinture ou sans, avec 2 rangs, 2+2 rangs, ou 2,5 rangs ou 3 rangs, etc. Ou même des accordéons « mixtes » (par exemple diatoniques à la main droite et chromatique à la main gauche).

### Les chromatiques

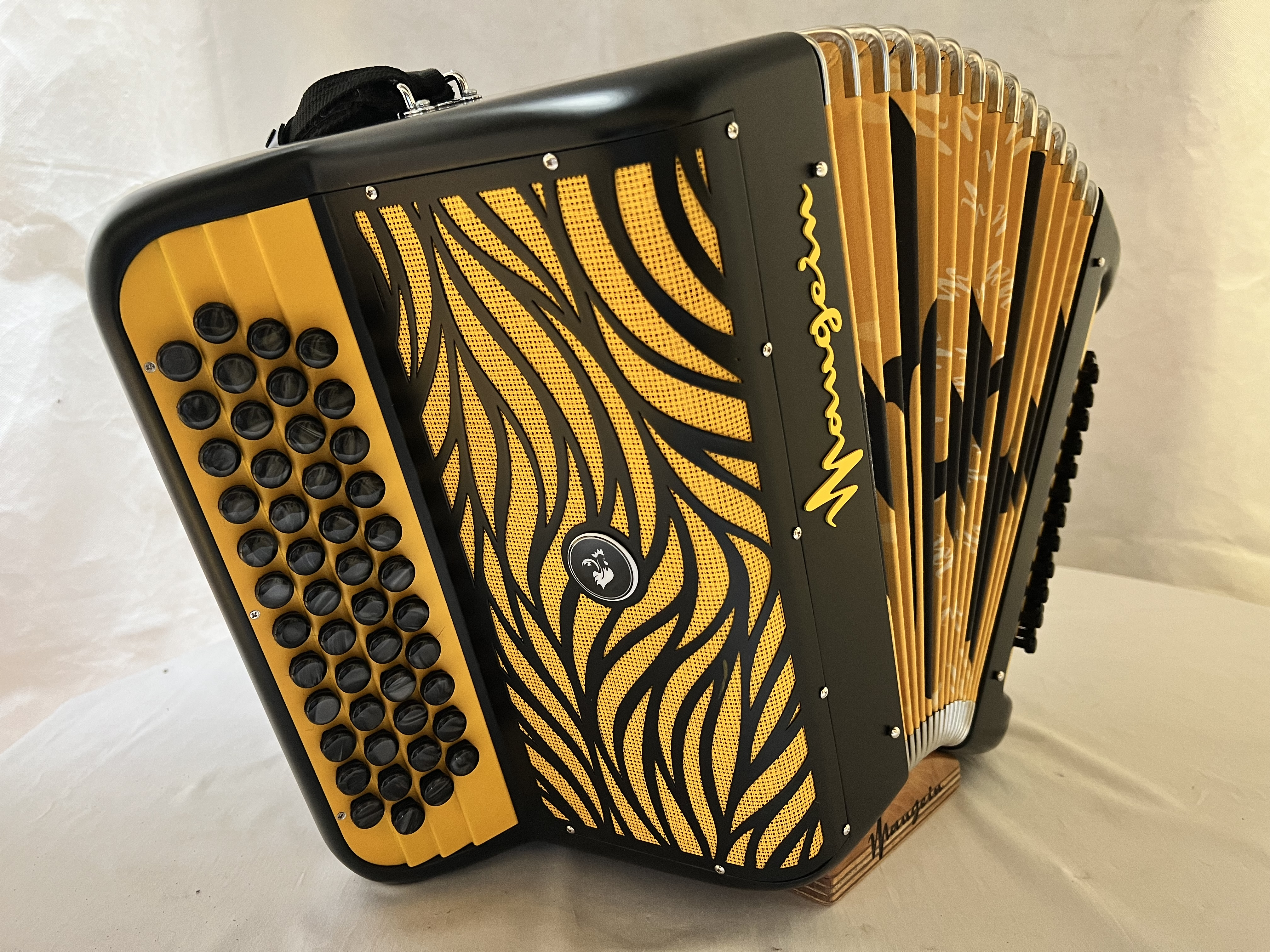
Accordéon Chromatique

Accordéons d'étude, musette, swing « Manouche », Ségurel, classique ou traditionnel (etc...). Accordéons à 1 voix ou à 4 voix.      